# Savigny-le-Temple
Savigny-le-Temple è un comune francese di 28 382 abitanti situato nel dipartimento di Senna e Marna nella regione dell'Île-de-France.

## Società

### Evoluzione demografica
Abitanti censiti

## Amministrazione

### Gemellaggi
- Boutilimit, Mauritania
- Comarnic, Romania
- Iznalloz, Spagna
- Tyresö, Svezia